# Klaudiusze
Klaudiusze – patrycjuszowski ród rzymski pochodzenia sabińskiego, którego przedstawiciele pełnili najwyższe funkcje przez cały okres trwania republiki rzymskiej. 
Poszczególne gałęzie rodu Klaudiuszów nosiły przydomki (cognomen) Pulcher, Neron, Gento, Krassus. Odrębnym rodem plebejskim byli Klaudiusze z przydomkiem Marcellus.

## Przedstawiciele
- Apiusz Klaudiusz Sabinus Inregilensis (Appius Claudius Sabinus Inregillensis) – konsul w 495 p.n.e. Sabińczyk (Atta Clausus), który po przeniesieniu się do Rzymu, został przyjęty w skład senatu i stał się protoplastą rodu Klaudiuszów
- Apiusz Klaudiusz Krasynus Inregilensis Sabinus (Appius Claudius Crassinus Inregillensis Sabinus) – konsul w 471, 451 p.n.e.
- Gajusz Klaudiusz Inregilensis Sabinus (Gaius Claudius Inregillensis Sabinus) – konsul w 460 p.n.e.
- Apiusz Klaudiusz Krasynus (Appius Claudius Crassinus) – trybun wojskowy w 424 p.n.e.
- Apiusz Klaudiusz Krasus Inregilensis (Appius Claudius Crassus Inregillensis) – trybun wojskowy w 403 p.n.e.
- Apiusz Klaudiusz Ślepy (Appius Claudius Caecus)